# قشلاق إيمان قويي مشهد علي
قشلاق إيمان‌ قويي مشهد علي هي قرية في مقاطعة بارس أباد، إيران. عدد سكان هذه القرية هو 286 في سنة 2006.